# Batalla de la isla de Alborán
Se conoce como batalla de la isla de Alborán el enfrentamiento el 1 de octubre de 1540 entre 10 galeras españolas al mando de Bernardino de Mendoza y una flota de corsarios berberiscos compuesta por 16 buques. Fue una de las primeras batallas de la Armada Española.

## Antecedentes
Obedeciendo las consignas de Barbarroja, en 1540 se formó en Argel una armadilla de tres galeras, cinco galeotas, seis fustas y dos bergantines, con 900 remeros cautivos, y 2000 soldados turcos y moriscos valencianos.
La mandaba Alí Hamet, renegado sardo, y el general de las tropas de desembarco Caramaní, que había sido esclavo en las galeras españolas.
Zarparon en agosto, dirigiéndose al oeste, al saber que las galeras de España estaban en Baleares. Entraron en la playa de Gibraltar, llevando banderas imperiales, y desembarcaron más de 1000 hombres. Tomaron las puertas pero al ver que en el castillo estaban vigilantes, reembarcaron llevándose 73 prisioneros. En el puerto desvalijaron 40 barcos y quemaron una galera en construcción propiedad de D. Álvaro de Bazán el Viejo. Quedaron unos días en el puerto, regateando hasta conseguir 7000 ducados por cada prisionero.
Bernardino de Mendoza, capitán general de las galeras de España después de la dimisión de Bazán por motivos de burocracia, recibió noticias en Denia de la expedición turca, por lo que, estimando que volverían a Argel por la costa africana, después de asegurarse de que no habían pasado por Orán se dirigió hacia el oeste en busca de la flotilla turca.

## Desarrollo de la batalla
El 1 de octubre se avistaron las escuadras en las proximidades de la isla de Alborán. La española estaba formada por 10 galeras, y la turca por 16 naves. Los turcos se lanzaron al ataque, contando con su superioridad numérica, pero una descarga de artillería de los españoles les produjo graves daños antes de llegar al abordaje.
Las galeras turcas de Hamet y Caramaní se aferraron a la capitana española, intentando el abordaje sin conseguirlo. Consciente Mendoza de que la batalla dependía en gran parte de este combate parcial, ordenó a todos sus remeros y soldados ponerse en una de las bandas de su galera. De esta forma, la borda contraria se levantó, haciendo de parapeto a los tiros de la galera de Hamet. Concentraron sus ataques sobre la otra, consiguiendo derribar a Caramaní y a muchos turcos. Una vez dominada esta galera, corrieron rápidamente a la otra banda y atacaron a la segunda. Alí Hamet se arrojó al agua y su galera se rindió.
Otra de las galeras españolas, la de Pedro de Guerra, hundió de un cañonazo a una galera berberisca, abordó a otra y la tomó.
La galera Santa Ana también fue aferrada por dos argelinas. Se libró de una y rindió a la otra.
Alí Hamet, que había sido recogido por una galeota, fue capturado por la galera de Enrique Enríquez cuando huía. Esto supuso el fin de la batalla, con la excepción del desafortunado incidente de Enrique Enríquez, que, al volver hacia la galera Santa Bárbara, cuyos soldados estaban saqueando la enemiga, ya rendida, mandó disparar la artillería al creer que estaba todavía en manos turcas, matando a siete españoles e hiriendo a doce.

## Resultados, bajas y prisioneros
- De las 16 naves argelinas, diez fueron apresadas, una hundida y escaparon cuatro de vela y una de remo.

- Se liberó a 837 cautivos (remeros de las embarcaciones turcas) y se hicieron 427 prisioneros.

- Casi todos los capitanes turcos murieron, teniendo más de 700 bajas.

- Por parte española, hubo 137 muertos y unos 500 heridos, entre ellos Bernardino de Mendoza, que recibió un arcabuzazo en la cabeza.

- Se celebró en Málaga una procesión con todos los cristianos liberados.